# Rudenka, Jîtomîr
Rudenka (în ucraineană Руденька) este un sat în comuna Bukî din raionul Jîtomîr, regiunea Jîtomîr, Ucraina.

## Demografie
Componența lingvistică a localității Rudenka
     Ucraineană (100%)
Conform recensământului din 2001, toată populația localității Rudenka era vorbitoare de ucraineană (100%).